# Tasso di natalità

Tasso di natalità per paese (2023)

Il tasso di natalità è il rapporto tra il numero delle nascite in una comunità o in un popolo durante un periodo di tempo e la quantità della popolazione media dello stesso periodo. Il tasso di natalità misura la frequenza delle nascite di una popolazione in un arco di tempo (normalmente un anno) ed è calcolato come rapporto tra il numero dei nati in quel periodo e la popolazione media.

## Descrizione
Il tasso di natalità però tiene conto soltanto dei nati e sopravvissuti al parto. Questo dato viene utilizzato per verificare lo stato di sviluppo di una popolazione.
{\displaystyle n(x)={\frac {N(x)}{(P(x-1)+P(x))/2}}\times 1000}
Dove:
n(x)= tasso di natalità dell'anno x (espresso in nascite per mille abitanti)
N(x)= numero dei nati nell'anno x
P(x)= popolazione al 31/12 dell'anno x
P(x-1)= popolazione al 31/12 dell'anno precedente all'anno x.

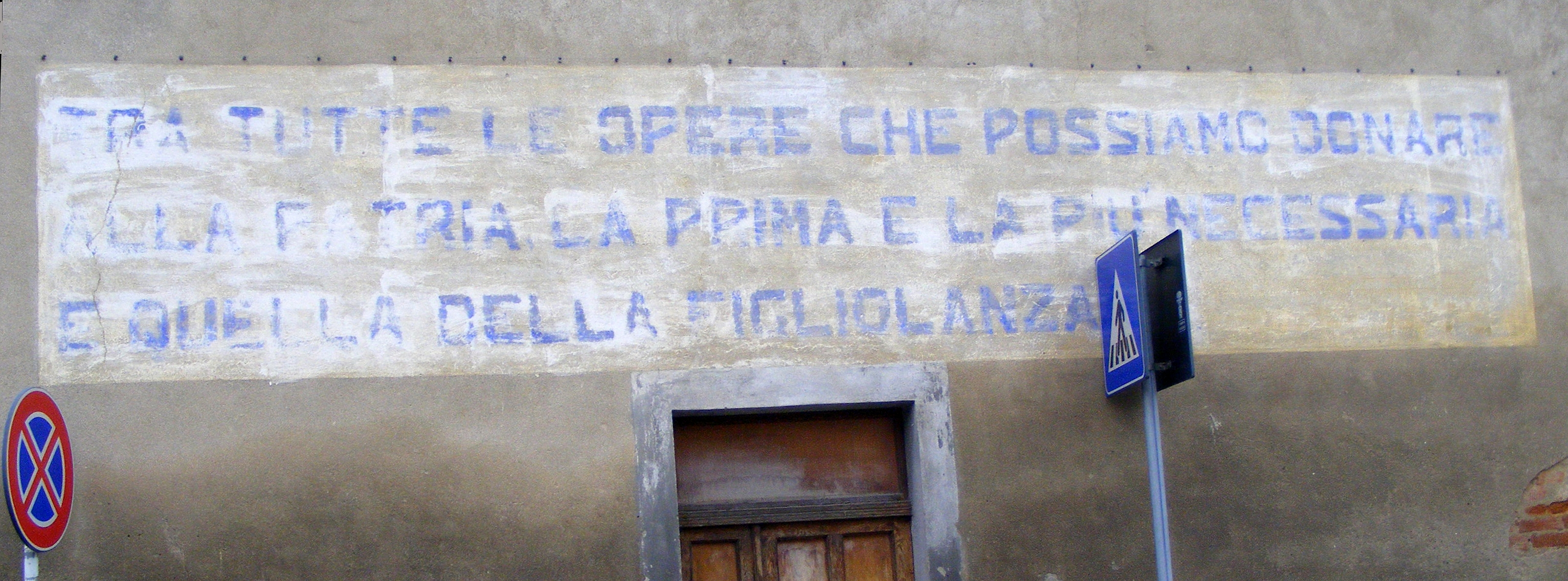
Viguzzolo (AL): slogan propagandistico di epoca fascista a favore della natalità

Il tasso di natalità è diverso da paese a paese, perché su di esso incidono i seguenti fattori:
- lo sviluppo economico
- il grado di modernizzazione del paese
- fattori politici quali, ad esempio, le politiche demografiche messe in atto dai governi
- fattori sociali
- fattori strutturali
- fattori culturali.

Il tasso di natalità è il numero annuo di nascite ogni mille abitanti.
Ad esempio, per comprendere i vari tassi differenti è necessario rifarsi alla struttura per età e per sesso di una popolazione: una popolazione strutturalmente giovane presenterà tassi di natalità più elevati rispetto a quelli di una invecchiata; analogamente, se in una popolazione ci sarà un elevato numero di presenza femminile in età feconda il tasso di natalità dovrebbe essere elevato. Nei paesi sottosviluppati o in via di sviluppo il tasso di natalità sarà pertanto elevato a differenza di quello di paesi industrializzati.

## In politica
| Anni      | CBR  | Anni      | CBR  |
| --------- | ---- | --------- | ---- |
| 1950–1955 | 36.9 | 2000-2005 | 21.0 |
| 1955-1960 | 35.4 | 2005–2010 | 20.3 |
| 1960–1965 | 35.2 | 2010–2015 | 19.5 |
| 1965-1970 | 34.0 | 2015-2020 | 18.5 |
| 1970–1975 | 31.4 | 2020–2025 | 17.5 |
| 1975-1980 | 28.5 | 2025-2030 | 16.6 |
| 1980–1985 | 27.7 | 2030-2035 | 16.0 |
| 1985–1990 | 27.4 | 2035-2040 | 15.5 |
| 1990–1995 | 24.2 | 2040–2045 | 15.0 |
| 1995–2000 | 22.2 | 2045–2050 | 14.6 |

Il tasso di natalità è un motivo di preoccupazione e di politica per i governi nazionali. Alcuni di essi (compresi quelli di Italia e Malesia) cercano di aumentare il tasso di natalità con incentivi finanziari o fornendo servizi di sostegno alle neo mamme. Al contrario, altri paesi hanno adottato politiche volte a ridurre il tasso di natalità (ad esempio, la politica cinese del figlio unico, in vigore dal 1978 al 2015). Le politiche per aumentare il tasso di natalità sono note come politiche pronataliste, mentre quelle per ridurre il tasso di natalità sono note come politiche antinataliste. Misure non coercitive, come una migliore informazione sul controllo delle nascite e la sua disponibilità, hanno ottenuto buoni risultati in paesi come l’Iran e il Bangladesh.
Si è discusso anche se portare le donne in prima linea nelle iniziative di sviluppo porterà a un calo dei tassi di natalità. In alcuni paesi, le politiche governative si sono concentrate sulla riduzione dei tassi di natalità migliorando i diritti delle donne e la salute sessuale e riproduttiva. In genere, tassi di natalità elevati sono associati a problemi di salute, bassa aspettativa di vita, bassi standard di vita, basso status sociale per le donne e bassi livelli di istruzione. La teoria della transizione demografica postula che quando un paese attraversa uno sviluppo economico e un cambiamento sociale, la crescita della sua popolazione diminuisce, con i tassi di natalità che fungono da indicatore.
Alla Conferenza mondiale sulla popolazione del 1974 tenutasi a Bucarest, in Romania, le questioni femminili guadagnarono notevole attenzione. Sono stati discussi i programmi familiari e 137 paesi hanno redatto un Piano d’azione per la popolazione mondiale. Nell'ambito della discussione, molti paesi hanno accettato i moderni metodi di controllo delle nascite come la pillola anticoncezionale e il preservativo, opponendosi all'aborto. Sono state discusse le preoccupazioni relative alla popolazione, nonché il desiderio di includere le donne nel discorso; si è convenuto sulla necessità di miglioramenti nella condizione delle donne e di iniziative in difesa della salute e della libertà riproduttiva, dell'ambiente e dello sviluppo socioeconomico sostenibile.
I tassi di natalità compresi tra 10 e 20 nascite su 1.000 sono considerati bassi, mentre i tassi tra 40 e 50 nascite su 1.000 sono considerati alti. Esistono problemi associati a entrambi i tassi di natalità. Gli alti tassi di natalità possono contribuire alla malnutrizione e alla fame, mettere a dura prova i programmi di welfare e familiari del governo e, cosa ancora più importante, accumulare sovrappopolazione per il futuro e aumentare i danni umani ad altre specie e habitat e il degrado ambientale. Ulteriori problemi affrontati da un paese con un alto tasso di natalità includono l’istruzione di un numero elevato di bambini (con ad esempio classi molto affollate), la difficoltà di creazione di posti di lavoro sufficienti quando crescono ed entrano nel mondo del lavoro e la gestione dell’impatto ambientale di una vasta popolazione. I bassi tassi di natalità possono spingere il governo a fornire adeguati sistemi di welfare agli anziani e supportare le famiglie che devono sostenere gli anziani stessi. Infatti in un paese con poche nascite ci sono meno giovani normodotati in grado di sostenere una popolazione che invecchia, se un’elevata percentuale di anziani diventasse disabile e incapace di prendersi cura di se stessa.

## Controllo della popolazione
Nel XX secolo, diversi governi autoritari cercarono di aumentare o diminuire i tassi di natalità, talvolta attraverso interventi violenti. Una delle politiche nataliste più note fu quella nella Romania comunista nel 1967-1990, durante il periodo del leader comunista Nicolae Ceaușescu, che adottò una politica natalista molto aggressiva che includeva la messa al bando dell'aborto e della contraccezione, test di gravidanza di routine per le donne, tasse sulla sterilità, e la discriminazione legale contro le persone senza figli. Questa politica è stata descritta in film e documentari (come 4 mesi, 3 settimane, 2 giorni e Children of the Decree). Queste politiche hanno temporaneamente aumentato i tassi di natalità per alcuni anni, ma a ciò è seguito un calo dovuto al maggiore ricorso all’aborto illegale. La politica di Ceaușescu ha provocato la morte di oltre 9.000 donne a causa di aborti illegali, un gran numero di bambini messi negli orfanotrofi rumeni da genitori che non riuscivano a mantenerli, bambini di strada negli anni '90 (quando molti orfanotrofi furono chiusi e i bambini finirono per strada), e il sovraffollamento nelle case e nelle scuole. Questa politica natalista aggressiva portò ad una generazione che alla fine guidò la rivoluzione rumena che lo rovesciò e lo giustiziò.
In netto contrasto con la politica natalista di Ceaușescu è stata la politica cinese del figlio unico, in vigore dal 1978 al 2015, che includeva abusi come gli aborti forzati. Questa politica è stata anche ritenuta responsabile della pratica comune dell'aborto selettivo per sesso che ha portato a uno squilibrio nel rapporto tra i sessi nel paese. Date le rigide limitazioni relative alle dimensioni della famiglia e la preferenza per i figli maschi, le ragazze sono diventate indesiderate in Cina. Con il progresso delle tecnologie di determinazione prenatale del sesso e dell’aborto indotto, la politica del figlio unico si è gradualmente trasformata in una "politica del figlio maschio unico".
In molti paesi, il costante calo dei tassi di natalità negli ultimi decenni può essere in gran parte attribuito ai significativi progressi nelle libertà delle donne, come la lotta al matrimonio forzato e al matrimonio precoce (ossia tra un bambino e un adulto o tra due bambini), l’accesso alla contraccezione, la parità di accesso all’istruzione e maggiori opportunità socioeconomiche. Le donne di tutte le convinzioni economiche, sociali, religiose ed educative scelgono di avere meno figli poiché stanno acquisendo un maggiore controllo sui propri diritti riproduttivi. Oltre ad avere più figli che raggiungono l’età adulta, le donne sono spesso più ambiziose nel intraprendere un’istruzione e un lavoro retribuito fuori casa e nel vivere la propria vita piuttosto che limitarsi a una vita di riproduzione e lavoro domestico non retribuito. I tassi di natalità sono diminuiti a causa dell'introduzione di cliniche di pianificazione familiare e di altri metodi di contraccezione.
Secondo il demografo australiano Jack Caldwell, in Bangladesh, uno dei paesi più poveri del mondo, le donne hanno meno probabilità di avere due figli (o più) rispetto a prima del 1999. Caldwell ritiene inoltre che i miglioramenti agricoli abbiano portato alla necessità di meno manodopera, quindi a loro volta le famiglie diventano più piccole (in quanto servono meno figli rispetto al passato per gestire i campi) e le donne possono lavorare e avere maggiori ambizioni. Altri esempi di politiche di pianificazione familiare non coercitiva sono l’Etiopia, la Tailandia e l’Indonesia.
I generali in Birmania volevano che la popolazione del paese raddoppiasse. Dal loro punto di vista, il compito delle donne era quello di far nascere bambini per alimentare la forza lavoro del paese, quindi la pianificazione familiare era contrastata con veemenza. Le donne birmane si sono opposte a questa politica e Peter McDonald dell'Università Nazionale Australiana sostiene che ciò ha dato origine a un mercato nero di contraccettivi, contrabbandati dalla vicina Tailandia.
Nel 1990, cinque anni dopo la fine della guerra tra Iraq e Iran, l’Iran ha registrato il calo della fertilità più rapido nella storia del mondo. La rivoluzione ha lasciato il posto al consumismo e all’occidentalizzazione. Con la televisione e le automobili arrivarono i preservativi e la pillola anticoncezionale. Ci si aspettava che una generazione di donne facesse nascere un buon numero di soldati per combattere l’Iraq, ma la prossima generazione di donne scelse di godersi alcuni nuovi lussi. Durante la guerra, le donne iraniane avevano in media circa 8 figli ciascuna, un rapporto che il presidente islamico intransigente Mahmoud Ahmadinejad voleva ripristinare. Nel 2010, il tasso di natalità dell'Iran è di 1,7 bambini per donna. Alcuni osservatori sostengono che questo sia un trionfo dei valori occidentali di libertà per le donne contro gli Stati con valori islamici.
Anche in altri paesi musulmani i religiosi islamici hanno meno influenza sulle donne. Negli ultimi 30 anni il tasso di fertilità dei bambini per donna in Turchia è sceso da 4,07 a 2,08. La Tunisia è scesa da 4,82 a 2,14 e il Marocco da 5,4 a 2,52 figli per donna.
L’America Latina, di fede prevalentemente cattolica, ha visto le stesse tendenze di calo dei tassi di fertilità. Le donne brasiliane hanno la metà dei figli rispetto agli anni 80: un tasso di 1,7 figli per donna. Il Vaticano ora ha meno influenza sulle donne in altri paesi cattolici intransigenti. Messico, El Salvador, Ecuador, Nicaragua, Colombia, Venezuela e Perù hanno tutti registrato cali significativi della fertilità nello stesso periodo, passando tutti da più di sei a meno di tre figli per donna. Alcuni osservatori sostengono che questo sia un trionfo dei moderni valori occidentali di libertà per le donne contro gli Stati con valori cattolici.

## Tassi di natalità nazionali

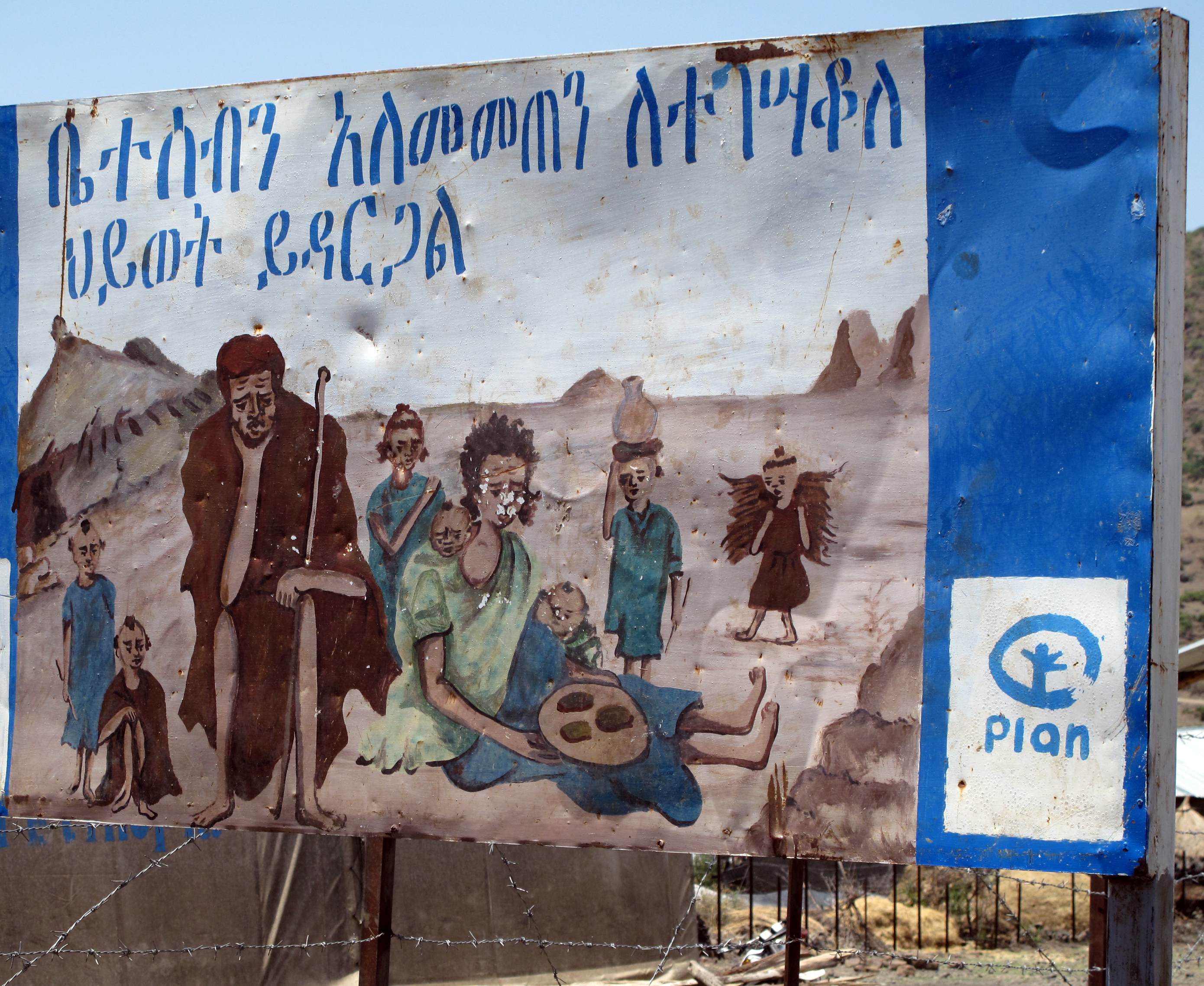
Cartello che mostra gli effetti negativi della mancanza di pianificazione familiare e dell'avere troppi bambini e neonati (Etiopia).

Secondo il CIA World Factbook, che presumibilmente ottiene i dati dall'Organizzazione mondiale della sanità, il paese con il tasso di natalità più alto è il Niger con 6,82 bambini nati per donna e il paese con il tasso di natalità più basso è la Corea del Sud, a 0,78 figli nati per donna. Tuttavia, pur non avendo documenti ufficiali, si può presumere per ovvi motivi (solo gli uomini possono essere preti cattolici) che la Santa Sede abbia il tasso di natalità più basso di qualsiasi stato sovrano. Rispetto agli anni Cinquanta (quando il tasso di natalità era del 36 per mille), dal 2011 il tasso di natalità mondiale è diminuito del 16 per mille.
Nel 2017, il Niger ha avuto 49.443 nascite ogni mille persone. Il Giappone ha uno dei tassi di natalità più bassi al mondo con l'8 per mille persone. Mentre in Giappone ci sono 126 milioni di persone e in Niger 21 milioni, entrambi i paesi hanno avuto circa 1 milione di bambini nati nel 2016.

### Africa subsahariana
La regione dell’Africa subsahariana ha il tasso di natalità più alto al mondo. Nel 2016, Niger, Mali, Uganda, Zambia e Burundi hanno i tassi di natalità più alti al mondo. Ciò fa parte del "paradosso del reddito di fertilità", poiché questi paesi sono molto poveri e può sembrare controintuitivo che le famiglie in quei luoghi abbiano così tanti figli. La relazione inversa tra reddito e fertilità è stata definita un "paradosso" demografico-economico in quanto maggiori mezzi consentirebbero la produzione di più prole, come suggerito dall'influente Thomas Malthus.

### Afghanistan
L’Afghanistan ha l’undicesimo tasso di natalità più alto al mondo e anche il tasso di natalità più alto di qualsiasi paese non africano (a partire dal 2016). La rapida crescita della popolazione dell'Afghanistan è considerata un problema poiché impedisce la stabilizzazione della popolazione e incide sulla salute materna e infantile. Le ragioni per le famiglie numerose includono la tradizione, la religione, il basso status delle donne e il desiderio culturale di avere diversi figli.
Nel 2021 risultavano 4,64 nascite per donna.

### Australia
Storicamente, l’Australia ha avuto un tasso di fertilità relativamente basso, raggiungendo un massimo di 3,14 nascite per donna nel 1960. Questo fu seguito da un declino che continuò fino alla metà del 2000, quando fu introdotto un incentivo in denaro una tantum per invertire la situazione declino. Nel 2004, l'allora governo Howard ha introdotto un "pagamento di maternità" non basato sul reddito per i genitori di ogni neonato in sostituzione del congedo di maternità. Il pagamento noto come "Baby Bonus" era di A$ 3000 per bambino. Questo è salito a A$ 5000 che è stato pagato in 13 rate.
In un momento in cui la disoccupazione australiana era al minimo di 28 anni, pari al 5,2%, l'allora tesoriere Peter Costello dichiarò che c'era l'opportunità di scendere. Con buone prospettive economiche per l'Australia, Costello riteneva che fosse un buon momento per espandere la popolazione, con la sua famosa citazione secondo cui ogni famiglia dovrebbe avere tre figli "uno per mamma, uno per papà e uno per la campagna". Il tasso di fertilità dell'Australia ha raggiunto il picco di 1,95 figli per donna nel 2010, il massimo dei precedenti 30 anni, sebbene ancora al di sotto del tasso di sostituzione.
Phil Ruthven della società di informazioni aziendali IBISWorld ritiene che il picco della fertilità sia dovuto più ai tempi che agli incentivi monetari. La generazione X aveva in quel momento dai 25 ai 45 anni. Numerose donne rimandavano la gravidanza per alcuni anni per motivi di carriera.
Il 1º marzo 2014, il baby bonus è stato sostituito dal Family Tax Benefit A. A quel punto il baby bonus aveva lasciato la sua eredità in Australia.
Nel 2016, il tasso di fertilità in Australia è diminuito solo leggermente, attestandosi a 1,91 figli per donna, mentre nel 2021 era in diminuzione con 1,70.

### Cina
Nel 2022 per la prima volta dal 1961 la popolazione cinese è diminuita e il tasso di natalità è arrivato al minimo storico.

### Corea del Sud
In Corea del Sud nel 2023 risultavano 0,78 nascite per donna, un tasso al minimo storico.

### Francia
La Francia è riuscita ad aumentare i tassi di fertilità rispetto ai bassi livelli osservati alla fine degli anni ’80, dopo un continuo calo del tasso di natalità. Nel 1994, il tasso di fertilità totale era pari a 1,66, ma forse a causa della politica familiare attiva del governo a metà degli anni '90, è aumentato e ha mantenuto una media di 2,0 dal 2008 al 2015.
Nel 2021 la Francia aveva 1,83 nascite per donna.
La Francia ha intrapreso una forte politica di incentivi basata su due misure chiave per ripristinare il tasso di natalità: i benefici familiari (les allocations familiales) e un coefficiente familiare dell’imposta sul reddito (le quotient familial). Dalla fine della seconda guerra mondiale, la politica familiare iniziale in Francia si è basata su una tradizione familiare che richiedeva che i figli sostenessero una famiglia con più figli, in modo che un terzo figlio consentisse a una famiglia con più figli di beneficiare di assegni familiari e esenzioni dall'imposta sul reddito. L'obiettivo è consentire alle famiglie con tre figli di godere degli stessi standard di vita delle famiglie senza figli.
In particolare, il sistema francese di tassazione del reddito è strutturato in modo che le famiglie con figli ricevano agevolazioni fiscali maggiori rispetto agli adulti single senza figli. Questo sistema di imposizione dell'imposta sul reddito è noto come coefficiente familiare dell'imposta sul reddito. Una caratteristica del fattore famiglia è che le famiglie con un gran numero di figli, anche se hanno lo stesso tenore di vita, possono ricevere maggiori benefici di esenzione fiscale.
Dagli anni '70 l'attenzione si è concentrata sul sostegno alle famiglie vulnerabili, come le famiglie monoparentali e i figli di famiglie povere, al fine di garantire pari opportunità. Inoltre, quando molte donne hanno iniziato a partecipare al mercato del lavoro, il governo ha introdotto politiche di sostegno finanziario per il congedo per la cura dei figli e strutture per l'infanzia. Nel 1994, il governo ha ampliato l'indennità educativa dei genitori (l'allocation parentale d'éducation) per le donne con due figli per garantire la libertà di scelta e ridurre la disoccupazione formale al fine di promuovere il benessere familiare e la partecipazione delle donne al lavoro.
Ci sono anche:
- un assegno per la custodia dei figli neonati, un assegno familiare (anche per famiglie con più figli), nonché un regime pensionistico familiare composto da più elementi[41].
- un sistema di assicurazione medica che copre tutte le spese mediche (comprese quelle sostenute dopo i sei mesi di gravidanza come 100% dell'assicurazione sanitaria nel sistema di previdenza sociale nazionale e il sistema di congedo legale durante la gravidanza) e i costi di ospedalizzazione[41].

### Germania
Nel 2022 sono nati in Germania 738.819 bambini, il dato più basso dal 2013.
Il 2021 aveva registrato il tasso di natalità più alto dal 1997, ossia di 1,58 nascite per donna.

### India
Il tasso di natalità in India è sceso dal 2012 al 2022 di quasi il 20%. Il tasso nel 2022 era di 2,159 nascite per donna, nel 2021 era del 2,179 e nel 2020 era del 2,200.

### Irlanda
Nel luglio 2011 il tasso di natalità dell'Irlanda era del 16,5 per 1000 (3,5% in più rispetto al paese successivo nella classifica dei paesi europei per tasso di natalità, il Regno Unito).
Nel 2017 l'Irlanda aveva il tasso di natalità più alto in Europa.
Nel 2021 risultavano 1,72 nascite per donna.
Il tasso di natalità è diminuito in modo significativo dal 2013 al 2023, con un calo del 20%.

### Giappone

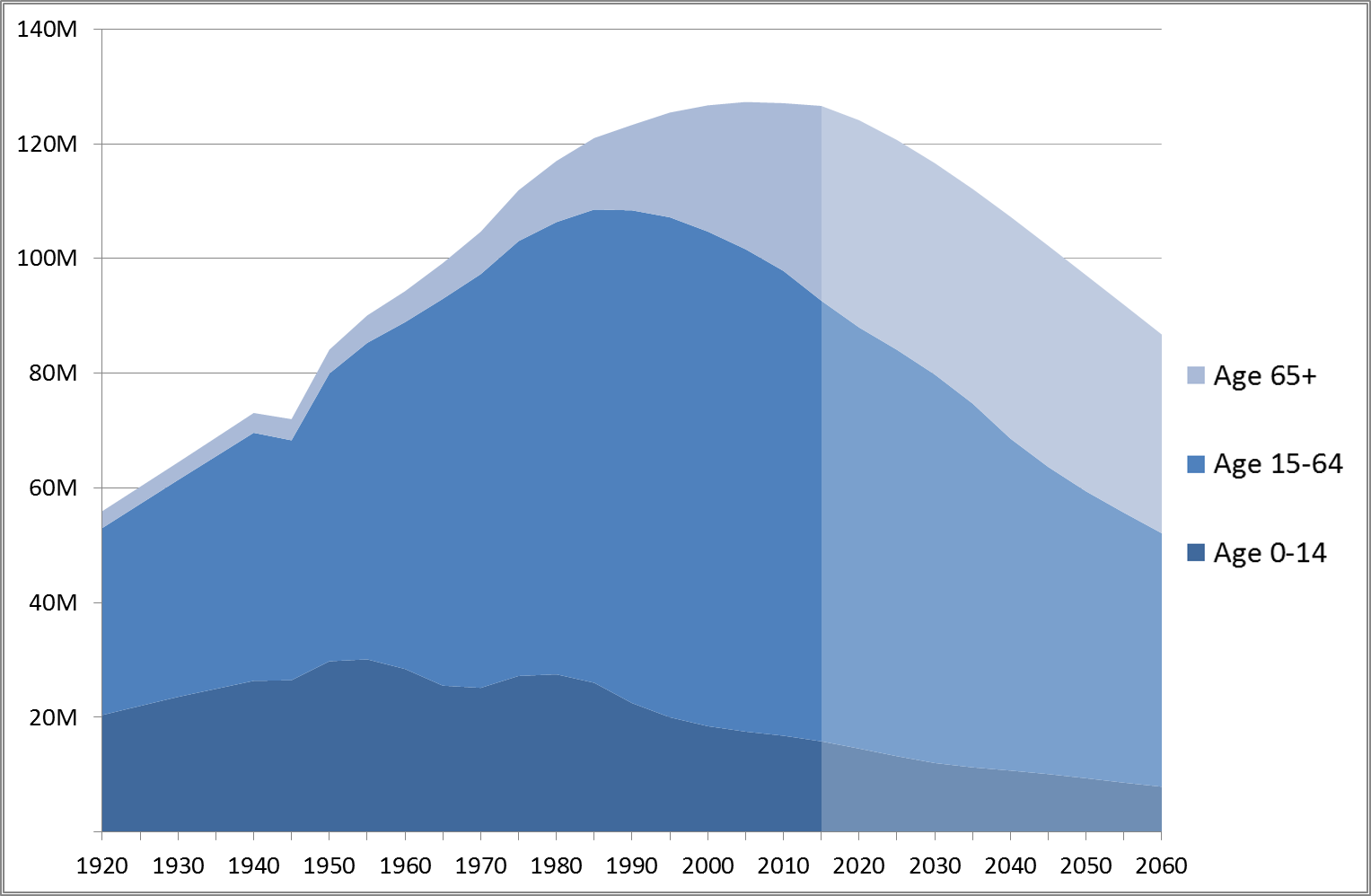
Popolazione storica del Giappone (1920–2010) con popolazione prevista (2011–2060).

Nel 2016 il Giappone aveva il terzo tasso di natalità grezzo più basso (cioè non tenendo conto della distribuzione per età della popolazione) nel mondo, con solo Saint-Pierre e Miquelon e Monaco che avevano tassi di natalità grezzi più bassi. Il Giappone ha una popolazione demograficamente squilibrata, con molti anziani ma pochi giovani, e si prevede che la situazione diventerà ancora più estrema in futuro, a meno che non vi siano cambiamenti importanti. Un numero crescente di giapponesi resta celibe: tra il 1980 e il 2010, la percentuale della popolazione che non si era mai sposata è aumentata dal 22% a quasi il 30%, anche se la popolazione continuava a invecchiare, ed entro il 2035 una persona su quattro non si sposerà durante l’età fertile. Il sociologo giapponese Masahiro Yamada ha coniato il termine "parasite single" per gli adulti non sposati tra i 20 ei 30 anni che continuano a vivere con i genitori.
Nel 2021 risultavano 1,30 nascite per donna.

### Italia
Nel 2022 in Italia i nati sono scesi, per la prima volta dalla Unità d’Italia, sotto la soglia delle 400.000 unità.
Nel 2023 in 9 comuni su 10 il tasso di natalità era più basso della media Ue.
Nel 2024 l'Istat ha stimato il minimo storico del tasso di fecondità: 1,18 figli per donna.
I fattori che influenzano la bassa natalità italiana sono la disoccupazione, il caro vita, la precarietà, gli stipendi bassi, la carenza di servizi (scuola, sanità, eccetera).

### Taiwan
Nell'agosto 2011, il governo di Taiwan ha annunciato che il suo tasso di natalità era diminuito rispetto all'anno precedente, nonostante avesse implementato approcci per incoraggiare la fertilità.
Nel 2022 il tasso di fertilità del Paese era 0,87, uno dei più bassi al mondo.

### Regno Unito
Nel luglio 2011, l'Ufficio per le statistiche nazionali (ONS) del Regno Unito ha annunciato un aumento del 2,4% dei nati vivi nel Regno Unito nel 2010. Si tratta del tasso di natalità più alto nel Regno Unito tra il 1971 e il 2011. Tuttavia, l'anno record del Regno Unito per le nascite e il tasso di natalità rimane il 1920 (quando l'ONS riportò oltre 957.000 nascite su una popolazione di "circa 40 milioni").
Secondo i dati dell'ONS, il tasso di natalità nel 2022 era al minimo storico di 1,49 figli per donna.

### Russia
La Russia dal 2014 ha avuto un notevole calo del tasso di natalità. Nel 2023 era al livello più basso dall’inizio degli anni Novanta

### Spagna
La Spagna nel 2023 ha registrato il numero più basso di nascite dal 1941.

### Stati Uniti
C'è stato un drammatico calo dei tassi di natalità negli Stati Uniti tra il 2007 e il 2020. La Grande Recessione sembra aver contribuito al declino nel primo periodo. Uno studio del 2022 non ha identificato nessun altro fattore economico, politico o sociale che abbia contribuito al declino. Esso potrebbe essere dovuto allo spostamento delle priorità di vita delle recenti coorti che attraversano l'età fertile, poiché ci sono stati "cambiamenti nelle preferenze per avere figli, aspirazioni di vita e norme genitoriali".
Uno studio del Pew Research Center ha trovato prove di una correlazione tra difficoltà economiche e declino della fertilità per razza ed etnia. Gli ispanici (particolarmente colpiti dalla recessione) hanno sperimentato il maggiore calo della fertilità, in particolare rispetto ai caucasici. Nel 2008-2009 il tasso di natalità è diminuito del 5,9% per le donne ispaniche, del 2,4% per le donne afroamericane e dell'1,6% per le donne bianche. Il calo relativamente ampio del tasso di natalità tra gli ispanici rispecchia il loro declino economico relativamente ampio, in termini di posti di lavoro e ricchezza. Secondo le statistiche che utilizzano i dati del National Center for Health Statistics e dell’US Census Bureau, dal 2007 al 2008, il tasso di occupazione tra gli ispanici è diminuito di 1,6 punti percentuali, rispetto al calo di 0,7 punti per i bianchi. Il tasso di disoccupazione mostra un modello simile: la disoccupazione tra gli ispanici è aumentata di 2,0 punti percentuali dal 2007 al 2008, mentre per i bianchi l’aumento è stato di 0,9 punti percentuali. Un rapporto del Pew Hispanic Center ha rivelato che gli ispanici sono stati anche i maggiori perdenti in termini di ricchezza dall’inizio della recessione, con le famiglie ispaniche che hanno perso il 66% della loro ricchezza mediana dal 2005 al 2009. In confronto, le famiglie nere hanno perso il 53% della loro ricchezza media, mentre le famiglie bianche solo il 16%..
Altri fattori (come la partecipazione delle donne alla forza lavoro, la tecnologia contraccettiva e le politiche pubbliche) rendono difficile determinare in che misura il cambiamento economico influisce sulla fertilità. La ricerca suggerisce che gran parte del calo della fertilità durante una recessione economica è dovuto al rinvio della gravidanza, non alla decisione di avere meno (o di non avere) figli; le persone pianificano di "recuperare" i loro piani di avere figli quando le condizioni economiche miglioreranno. Le donne più giovani hanno maggiori probabilità rispetto alle donne anziane di posticipare la gravidanza a causa di fattori economici, poiché hanno più anni di fertilità rimanenti.
Nel luglio 2011, il National Institutes of Health degli Stati Uniti ha annunciato che il tasso di natalità tra gli adolescenti continuava a diminuire: nel 2013 era al livello più basso nella storia degli Stati Uniti ed è diminuito dal 1991 al 2012 (ad eccezione di un aumento dal 2005 al 2007). L’altra aberrazione derivante da questo declino altrimenti costante dei tassi di natalità tra gli adolescenti è la diminuzione del 6% dei tassi di natalità tra i 15 e i 19 anni tra il 2008 e il 2009. Nonostante la diminuzione, i tassi di natalità tra gli adolescenti negli Stati Uniti rimangono più alti di quelli di altri paesi sviluppati. Le differenze razziali influiscono sui tassi di natalità e di gravidanza delle adolescenti: i tassi di gravidanza delle adolescenti nere indiane/dell'Alaska, ispaniche e non ispaniche sono più del doppio rispetto a quelli delle adolescenti bianche non ispaniche.
I ricercatori hanno scoperto che gli Stati più severi nel far rispettare il mantenimento dei figli hanno fino al 20% in meno di nascite che avvengono tra genitori non sposati rispetto agli Stati che sono più permissivi nel far pagare il mantenimento ai papà non sposati (ossia gli Stati che ad esempio non prevedono grossi provvedimenti disciplinari in caso di ritardo da parte del padre nel versamento dell'assegno di mantenimento per i figli). Inoltre, secondo i risultati, se tutti i 50 Stati degli Stati Uniti fossero severi nell'applicazione della legge che impone il rispetto del mantenimento dei figli, ciò porterebbe a una riduzione del 20% delle nascite fuori dal matrimonio.
La crescita della popolazione degli Stati Uniti è stata nel 2014 tra le più basse mai registrate. I bassi tassi di natalità in quel periodo possono forse essere attribuiti alla recessione, che ha portato le famiglie a rinviare la nascita dei figli e un minor numero di immigrati in arrivo. Secondo The Economist, i tassi di natalità nel 2014 non erano sufficientemente elevati da mantenere la dimensione della popolazione statunitense di allora.
Nel 2021 risultavano 1,66 nascite per donna negli Stati Uniti, ai minimi storici dal 1900.

## Fattori che influenzano il tasso di natalità
Esistono molti fattori che interagiscono in modi complessi, influenzando i tassi di natalità di una popolazione. I paesi sviluppati hanno un tasso di natalità inferiore rispetto ai paesi sottosviluppati. Il numero di figli di un genitore è fortemente correlato al numero di figli che ogni persona della generazione successiva avrà. I fattori generalmente associati all'aumento della fertilità includono la religiosità, l'intenzione di avere figli e il sostegno materno.

I fattori generalmente associati alla diminuzione della fertilità includono ricchezza, istruzione, partecipazione femminile al lavoro, paura (disastro di Černobyl'), povertà (crisi economica della Grecia), residenza urbana, intelligenza, aumento dell'età femminile, diritti delle donne, accesso ai servizi di pianificazione familiare e (in misura minore) aumento dell’età maschile. Molti di questi fattori tuttavia non sono universali e differiscono a seconda della regione e della classe sociale. Ad esempio, a livello globale, la religione è correlata all’aumento della fertilità.
La salute riproduttiva può anche influenzare il tasso di natalità, poiché le infezioni non trattate possono portare a problemi di fertilità, come si può vedere nella “cintura dell’infertilità”, una regione che si estende attraverso l’Africa centrale dalla Repubblica Unita della Tanzania a est fino al Gabon a ovest, e che ha una fertilità inferiore rispetto ad altre regioni africane.

## Tasso di natalità grezzo
Il tasso di natalità grezzo è una misura del numero di nati vivi che si verificano durante l'anno, per 1.000 persone nella popolazione. Viene normalmente utilizzato per prevedere la crescita della popolazione.